# Lasa
Lasa (în germană Laas) este o comună din provincia Bolzano, regiunea Trentino-Alto Adige, Italia, cu o populație de 4.094 locuitori (1 ianuarie 2023) și o suprafață de 110,23 km².
Din marmură provenită de aici a fost realizat Monumentul lui Heinrich Heine din New York (1899).

## Demografie
Lasa - evoluția demografică

|  | Graficele sunt indisponibile din cauza unor probleme tehnice. Mai multe informații se găsesc la Phabricator și la wiki-ul MediaWiki. |

Date: Recensăminte sau birourile de statistică - grafică realizată de Wikipedia